# 재송어린이도서관
재송어린이도서관은 부산광역시 해운대구 재송동 소재의 구립 어린이 도서관이다.

## 연혁
- 2006년 7월 1일 도서관 직제승인.
- 2006년 10월 2일 도서관 설치 및 조례운영 공포.
- 2006년 10월 31일 개관.

## 이용 안내
이용 시간
- 아동자료실: 화~금 09:00 ~ 20:00(7~9월 09:00~ 22:00) / 토·일 09:00 ~ 17:00
- 유아자료실, 디지털자료실: 화~금 09:00 ~ 18:00 / 토·일 09:00 ~ 17:00

휴관일
- 매주 월요일
- 국경일
- 정부 지정 공휴일